# Selvaggia dei Vergiolesi

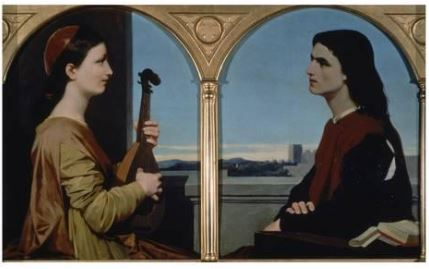
Amos Cassioli, Cino e Selvaggia

Stemma Vergiolesi

Selvaggia dei Vergiolesi (... – castello di Sambuca, 1313 ... ante 1321) è stata una nobile italiana.

## Biografia
Figlia di Lippo Veriolesi, rampolla della nobile famiglia pistoiese, guelfa di parte Bianca, visse dall'aprile 1306 nella rocca di "Poggio di Marco", nei pressi di Piteccio, paesino nell'alta periferia pistoiese, dove i Vergiolesi vengono esiliati dopo che l'11 aprile era cessato l'assedio di Pistoia. A causa delle scorrerie effettuate dai Vergiolesi nel contado e perfino a Pistoia, questa rocca viene messa a sua volta sotto assedio (dai Neri pistoiesi e dai fiorentini e lucchesi, che dai primi erano stati chiamati), e il 30 novembre 1307, Sant'Andrea, la rocca viene abbandonata. I Vergiolesi fuggono nottetempo, per raggiungere l'altra loro rocca, a Sambuca.
Selvaggia Vergiolesi dunque fugge da Piteccio, raggiungendo la via di crinale che unisce Pistoia, Le Grazie, la Castellina e Pontepetri. Dalla Castellina passando per il Lagoni presumibilmente raggiunsero Spedaletto e da lì il castello di Sambuca.
Selvaggia morì (nel 1313, ma senz'altro prima del 1321) a Sambuca, perché il castello di Sambuca Pistoiese nel 1311 fu ceduto da Filippo Vergiolesi a Pistoia per undicimila lire.
Ella fu cantata in numerosi componimenti dal poeta stilnovista Cino da Pistoia, grazie al quale la vicenda di Selvaggia si è tramandata per secoli, nella tradizione popolare e letteraria, fino al tempo attuale.

### Il mito di Selvaggia
La leggenda trova riscontro in quanto, per mano di ragazzi del posto appassionati di archeologia, è stata portata alla luce una quantità eccezionale di ossa umane risalenti al periodo. Della rocca Vergiolesi, quasi interamente crollata, è ancora visibile il basamento della torre, i ruderi di alcune stanze, alcune decine di metri di mura e i resti degli stipiti di ingresso (un ingresso a volta alto circa un paio di metri e mezzo dal quale si accedeva all'interno delle mura).

## Discendenza
Selvaggia sposò il nobile Vanni de' Cancellieri, che Dante pose nella Caina (Inferno, XXXII, 63).